# Hrabstwo Cumberland (Tennessee)
Hrabstwo Cumberland (ang. Cumberland County) – hrabstwo w stanie Tennessee w Stanach Zjednoczonych. Obszar całkowity hrabstwa obejmuje powierzchnię 684,95 mil² (1774,01 km²). Według szacunków United States Census Bureau w roku 2009 miało 54 109 mieszkańców.
Hrabstwo powstało w 1855 roku. 

## Miasta
- Crab Orchard
- Crossville
- Pleasant Hill[4]

## CDP

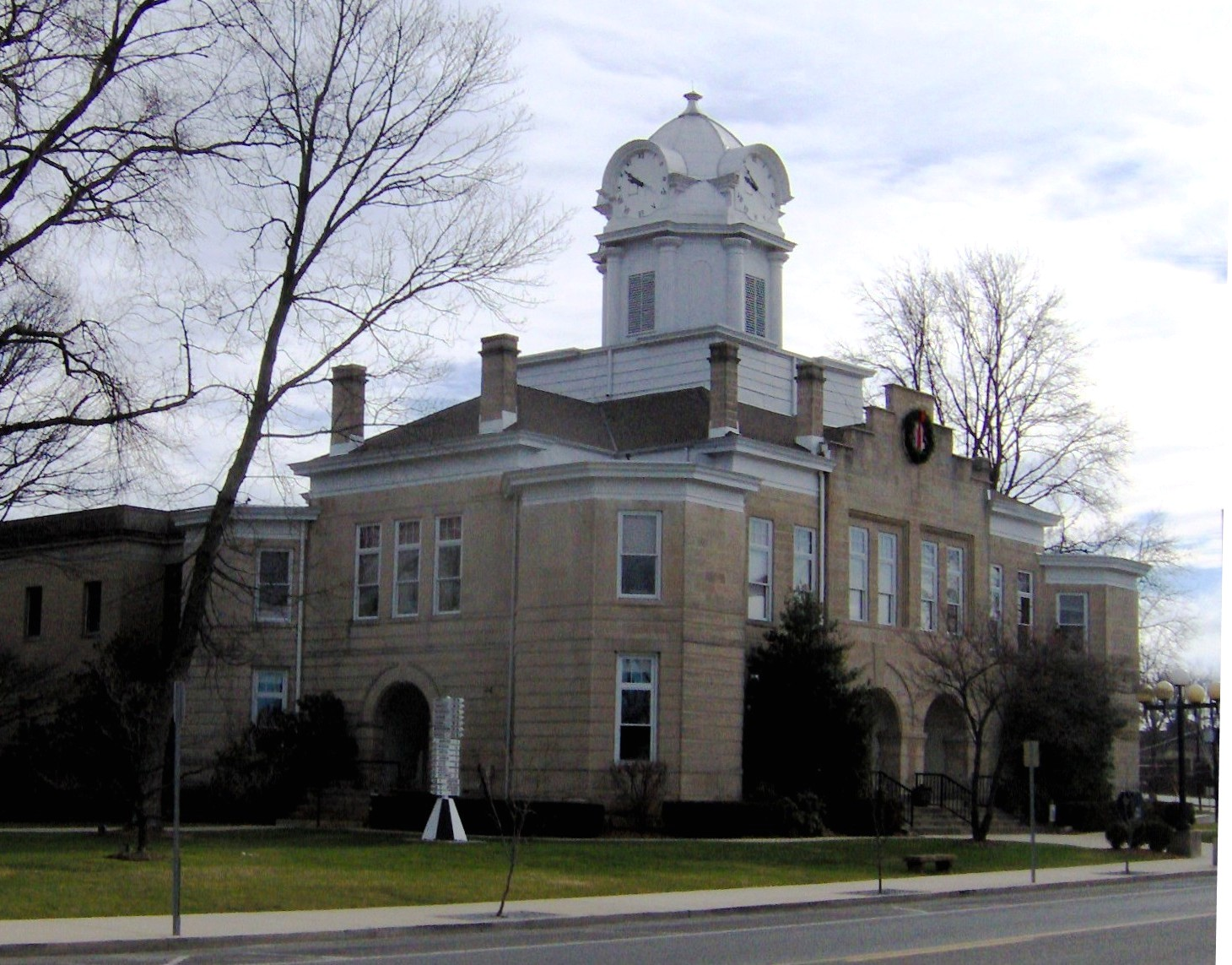
Budynek administracji hrabstwa (courthouse) w Crossville

- Bowman
- Fairfield Glade
- Lake Tansi[4]